# Токугава Иэсигэ
Токугава Иэсигэ (яп.  徳川 家重, 28 января 1712 — 13 июля 1761) — 9-й сёгун Японии из династии Токугава (1745—1760).

## Биография
Старший сын 8-го сёгуна Токугава Ёсимунэ (1684—1751), правившего в 1716—1745 годах.
В 1745 году после добровольного отречения своего отца Ёсимунэ Токугава Иэсигэ был провозглашен новым японским сёгуном.
В отличие от своего отца он был хронически больным человеком и страдал дефектом речи, но был объявлен сёгуном по праву старшинства, хотя его два младших брата, Мунэтакэ (1716—1771) и Мунэтада (1721—1764), лучше подходили для этой должности. Токугава Мунэтакэ стал родоначальником боковой линии Таясу Токугава (1731—1771), а Токугава Мунэтада — родоначальником линии Хитоцубаси Токугава (1746—1764).
До 1751 года фактические продолжал править его отец Токугава Ёсимунэ, хотя формально он удалился от дел. Иэсигэ не проявлял никакого интереса к государственным делам и после смерти своего отца, поручив их своему личному секретарю Ока Тадамицу (1709—1760). Сам Ока Тадамицу утверждал, что только он один и может понимать маловразумительную речь Иэсигэ.
В 1760 году сёгун Токугава Иэсигэ отказался от власти в пользу своего старшего сына Токугава Иэхару. Единственное, что хорошо умел делать Иэсигэ, так это играть в японские шахматы (сёги). Он даже написал книгу об этой игре.
Токугава Сигэёси (1745—1795), второй сын Иэсигэ и младший брат Иэхару, стал родоначальником линии Симидзу Токугава (1758—1795).
13 июля 1761 года 49-летний Токугава Иэсигэ скончался и был похоронен на территории буддийского храма Дзодзёдзи (Токио).